# Brévilly
Brévilly település Franciaországban, Ardennes megyében. Lakosainak száma 367 fő (2022. január 1.). Brévilly Pouru-Saint-Remy, Tétaigne és Douzy községekkel határos.

## Népesség
A település népességének változása:
| Lakosok száma | 380  | 378  | 403  | 394  | 404  | 386  | 367  | 353  | 359  | 367  |
|               | 1968 | 1982 | 1990 | 2006 | 2013 | 2015 | 2017 | 2019 | 2020 | 2022 |